# 横井孝
横井 孝（よこい たかし、1949年 - ）は、日本の国文学者。静岡大学教授を経て、実践女子大学名誉教授。専門は日本中古文学。東京都出身。

## 来歴
世田谷区生まれ。1972年、駒澤大学文学部国文学科卒業。1977年、同大学院博士課程満期退学。1980年、駒澤大学非常勤講師。1983年、静岡大学教育学部講師。1986年、同助教授。1996年、同教授に就任。2000年、実践女子大学文学部国文学科教授。同大学文芸資科研究所長、2003年から2004年に中古文学会代表委員などを歴任。
「源氏物語研究の学際的・国際的研究拠点の形成」の研究の中で、「紫式部の自筆本（オリジナル）に近い文面に一歩でも迫りたい」として、最新技術の高精細デジタル顕微鏡を用いた調査などを行った。

## 著書
- 横井孝『<女の物語>のながれ : 古代後期小説史論』加藤中道館、1984年。国立国会図書館書誌ID:000001708136。
- 『枕草子精釈 文法詳解』新版 加藤中道館 1988
- 横井孝『源氏から平家へ』新典社〈新典社選書 ; 9〉、1998年。国立国会図書館書誌ID:000002769200。
- 横井孝『円環としての源氏物語』新典社〈源氏物語研究叢書 ; 1〉、1999年。ISBN 478794925X。国立国会図書館書誌ID:000002790980。
- 横井孝『源氏物語の風景』武蔵野書院、2013年。ISBN 9784838602667。国立国会図書館書誌ID:024405479。

### 共編著
- 『源氏物語の新研究 本文と表現を考える』久下裕利共編 新典社 2008
- 久保田孝夫, 廣田收, 横井孝『紫式部集大成 : 実践女子大学本・瑞光寺本・陽明文庫本』笠間書院、2008年。ISBN 9784305703811。国立国会図書館書誌ID:000009366433。
- 横井孝, 久下裕利『平安後期物語の新研究 : 寝覚と浜松を考える』新典社、2009年。ISBN 978-4-7879-2721-7。国立国会図書館書誌ID:000010620985。
- 『紫式部集からの挑発』広田收、久保田孝夫共編 笠間書院 2014
- 横井孝, 久下裕利『王朝文学の古筆切を考える : 残欠の挑発』武蔵野書院〈考えるシリーズ ; 2-1. 知の挑発〉、2014年。ISBN 9784838602711。国立国会図書館書誌ID:025481558。
- 『宇治十帖の新世界』久下裕利共編 武蔵野書院 2018
- 『紫式部日記・集の新世界』(知の遺産シリーズ ; 7)福家俊幸, 久下裕利 共編 武蔵野書院 2020.5
- 『紫式部集の世界』廣田收 共編 勉誠社 2023.7
- 『紙のレンズがひらく古典籍・絵画の世界 = New Aspect of Codicology,under the eyes of the Scientific Analysis of Paper』江南和幸, 佐藤悟 共編 勉誠社 2023.11
- 『源氏物語古筆の世界』田中登 共編 武蔵野書院 2023.11

## 論文
- 横井孝「〔翻刻〕 駒沢大学図書館沼沢文庫蔵 奉紫式部影前和歌」『駒澤國文』第15巻、駒澤大学文学部国文学研究室、1978年3月、111頁、CRID 1050564288186263680。
- 横井孝「紫式部の心 : その二元論についての試論」『静岡大学教育学部研究報告. 人文・社会科学篇』第46巻、静岡大学教育学部、1996年3月、A1-A16、CRID 1390290699780808192、doi:10.14945/00008480、ISSN 02867303。
- 横井孝「実践女子大学本『紫式部集』の現状、その他 : その擦り消し痕・『紫式部集大成』拾遺など」『實踐國文學』第74巻、東京 : 実践国文学会、2008年10月、1-15頁、CRID 1050001201686666496、ISSN 03899756。
- 山本淳子, 徳原茂実, 横井孝, 工藤重矩, 廣田收「『紫式部集』研究の現在」『中古文学』第85巻、中古文学会、2010年6月、1-46頁、CRID 1390001288138545280、doi:10.32152/chukobungaku.85.0_1、ISSN 02874636。
- 横井孝「『紫式部集』注釈のために ―「注解」の方法への試考 ―」『實踐國文學』第88巻、実践女子大学、2015年10月、20-50頁、CRID 1050282676662090880、ISSN 03899756。